# 妻よ薔薇のやうに
『妻よ薔薇のやうに』は、1935年に日本で公開された日本映画。
成瀬巳喜男監督のトーキー3作目である。

## 概要
成瀬巳喜男監督による、新生新派のために執筆された中野実の戯曲『二人妻』の映画化作品。
旧来の新派の台本では、独特の登場人物像によりストーリーが固定されがちとなるところを、監督の演出により「新派臭」を取り除いたことなどが評価された。第12回（1935年度）キネマ旬報ベスト・テン日本映画ベスト・テン第1位。
1937年にはニューヨークにてプレミア上映が行われ、アメリカ合衆国で初めて商業的に公開された日本映画となった。英題として『Wife! Be Like a Rose!』あるいは『Kimiko』が使われた。

## ストーリー
現代の東京の若い女性、山本君子は、詩人の母親である悦子と二人で暮らしをしています。
山本悦子は、夫の山本俊作が、15年前に元芸者お雪のために家族を去ったことを、今でも悲しんで歌を詠んで新聞に掲載されるのだが、君子はかつての両親の結婚を幸せなものとして思っていなかった。
信州にいる山本俊作から一ヶ月に一度、山本悦子に便りが来るのだが、いつも手紙の入ってない書留郵便での送金のみであった。
君子の婚約者の精二の父親が、君子と精二の結婚に際して、一度、山本俊作と会いたいと言われたので、君子は信州に父に会いにいくことにする。
君子は、父の俊作が裕福になり芸者上がりのお雪を妾として囲っていると思っていたのだが、実は生活力のない俊作をお雪が内職して、娘の静枝にまで働かせて、悦子や君子に送金していたことを知り、愕然とする。
君子はそんな父親を東京に連れ戻すのだが、母の格式ばった悦子とは何から何まで合わない夫婦であるのを知る。
俊作は、格式ばった妻ではなく、新しい女性と2人の子供と一緒にいた方がよほど楽なのである。
俊作は、お雪と子供たちの元に戻り、君子は父親を取り戻せないことに妙に納得するのであった。

## スタッフ
- 原作：中野実
- 演出：成瀬巳喜男
- 脚色：成瀬巳喜男
- 撮影：鈴木博
- 録音：杉井幸一
- 装置：久保一雄
- 編集：岩下広一
- 音楽監督：伊藤昇
- 演奏：P.C.L.管絃楽團
- 配給：P・C・L映画製作所
- 製作：P・C・L映画製作所

## キャスト
- 山本君子：千葉早智子
- 山本俊作 - 君子の父：丸山定夫
- お雪 - 俊作の妾：英百合子
- 山本悦子 - 君子の母：伊藤智子
- 静枝 - お雪の娘：堀越節子
- 新吾の妻：細川ちか子
- 精二 - 君子の婚約者：大川平八郎
- 堅一 - お雪の息子：伊東薫
- 新吾 - 悦子の兄：藤原釜足

## 批評
原作者の中野実からは、「これまでに映画化されたものは12、3本ありますが、大抵どれもこれも冷汗のでるようなものばかりで、その度にクサっていました。しかし今度だけは、まさに我が意を得たりです」(「映画之友」35年9月号)。
「キネマ旬報」では、「低俗なるメロ的臭味におちいらぬために成瀬は、出来得る限り気品を全篇に盛り...浮き上がる感慨を沈潜せしめて...人間の心理をつく」(村上忠久)と終始ドラマの中の人物を冷静に見つめた成瀬巳喜男の演出態度が評価された。

## リメイク
『恋にめざめる頃』（こいにめざめるころ）
1969年3月29日公開。オリジナル版の物語の中心となっていた夫婦から、その娘へと視点を移し、幼い頃に別の女性を伴い家を出た父への思慕や、母との復縁を願って奔走する娘の姿を描く青春映画となっている。

### スタッフ（リメイク）
- 製作：金子正且
- 監督：浅野正雄
- 原作：中野実（『二人妻』より）
- 脚本：成瀬巳喜男（『妻よ薔薇のように』より）、大野靖子
- 撮影：中井朝一
- 美術：竹中和雄
- 録音：伴利也
- 照明：森弘充
- 音楽：八木正生
- 整音：下永尚
- 編集：氷見正久
- 合成：松田博
- 現像：東京現像所
- 製作：東宝
- 配給：東宝

### キャスト（リメイク）
- 山本君子 - 酒井和歌子
- 山本俊作 - 土屋嘉男
- 山本悦子 - 草笛光子
- 雪子 - 市原悦子
- 小泉精二 - 東山敬司
- 弓子 - 高橋紀子

### 同時上映（リメイク）
- 『ザ・テンプターズ 涙のあとに微笑みを』